# 시쿠 니아카테
시쿠 니아카테(프랑스어: Sikou Niakaté, 1999년 7월 10일 ~ )는 프리메이라리가 클럽 SC 브라가에서 센터백으로 뛰고 있는 말리의 프로 축구 선수이다. 프랑스에서 태어난 그는 말리 국가대표팀에서 뛰고 있다.

## 구단 경력
2017년 7월 31일, 니아카테는 리그 2의 발랑시엔에서 프로 데뷔 전을 치렀고, 1-0으로 패한 님 올랭피크와의 경기에서 18세의 나이로 경기에 출전했다.
2018년 여름 이적시장 마지막 날인 2018년 8월 31일, 니아카테는 5년 계약으로 리그 1의 갱강에 입단했다. 그는 시즌 남은 기간 동안 발랑시엔으로 다시 임대되었다.
2021년 8월 12일, 그는 메스에 1시즌 임대되어 이적하였다.
2022년 6월 28일, 니아카테는 포르투갈의 브라가로 임대 이적했다. 브라가는 임대가 끝날 때 180만 유로에 권리를 살 수 있는 옵션을 가지고 있었고, 만약 그가 시즌 공식 경기의 절반에 출전한다면 그 옵션은 구매 의무가 될 것이다. 2023년 6월 7일, 브라가는 니아카테가 5년 계약을 맺으면서 조항의 발동을 발표했다.
2023년 9월 20일, 니아카테의 88분 자책골로 SC 브라가는 SSC 나폴리와의 홈경기에서 1-2로 패하며 10년 만에 처음으로 UEFA 챔피언스리그 경기를 치르게 되었다.

## 국가대표팀 경력
2015년 12월, 니아카테는 프랑스 U-17 국가대표팀에 차출되었고, 에브뢰 FC 27 역사상 최초의 선수가 되었다.
니아카테는 가봉과의 2018년 FIFA 월드컵 예선 전을 위해 말리 국가대표팀에 소집되었다. 그는 공식적으로 2023년에 그의 부모님인 말리를 국가대표하기로 결정했다. 그는 2023년 아프리카 네이션스컵 예선 전 동안 남수단을 상대로 말리의 4-0 승리에 아프리카 국가대표로 데뷔했고, 그 결과 2024년 토너먼트 진출권을 얻었다.

## 사생활
시쿠 니아카테는 프랑스 몽트뢰유에서 태어났다. 그는 프랑스와 말리 국적을 가지고 있다.